# Drozdov (Krásno nad Kysucou)
Drozdov je městská část města Krásno nad Kysucou v okrese Čadca, jejíž zástavba je koncentrována podél Žilinské ulice.
K městské části patří také osady Vyšné a Nižné Vane. Rozlohou se jedná o jednu z největších městských částí, ovšem počtem obyvatel k nejmenším. Žije tu přibližně 250 obyvatel.
V osadách Vyšné a Nižné Vane se nacházejí kaple a v obci autobusová zastávka Krásno nad Kysucou-Drozdov. Městskou částí prochází příjezdová cesta k silnici I/11 Kysucký Lieskovec - Krásno nad Kysucou. Nedaleko pod kopcem Skačkov se nachází pomník obětem druhé světové války, který však patří do obce Dunajov. V minulosti tu byly německými vojsky zničeny dva mosty z roku 1871, které spojovali Drozdov s Blažkovem a most do osady Nižné Vane.

## Části
- Drozdov
- Nižné Vane
- Vyšné